# Trichomasthus elisavetae
Trichomasthus elisavetae is een vliesvleugelig insect uit de familie Encyrtidae. De wetenschappelijke naam is voor het eerst geldig gepubliceerd in 2000 door Trjapitzin & Ruiz-Cancino.